# Étang de Leucate
L'étang de Leucate  (ou étang de Salses et de Leucate)  est une des lagunes du littoral languedocien. Il se partage entre les départements des Pyrénées-Orientales et de l'Aude.

## Topographie
L'étang de Leucate est situé entre le golfe du Lion, les Corbières maritimes, le cap Leucate, les Corbières catalanes et la Salanque. Il est bordé par les communes suivantes : Leucate, Fitou, Le Barcarès, Saint-Laurent-de-la-Salanque, Saint-Hippolyte et Salses-le-Château.

## Hydrographie
L'étang, dont la superficie est d'environ 5 400 ha, est formé de deux cuvettes situées au pied des Corbières maritimes au nord et des Corbières catalanes au sud : l'une au nord de Salses-le-Château dont la profondeur moyenne est d'environ 2 m, l'autre au sud de Leucate dont la profondeur moyenne est d'environ 1 m. Ces cuvettes sont unies par un large chenal dont la profondeur maximale est de l'ordre de 3,7 m.
Séparé de la Méditerranée par un étroit cordon littoral, il est alimenté en eau douce essentiellement par deux exsurgences du karst des Corbières maritimes, dont la font Estramar. La lagune s'ouvre sur le golfe du Lion par trois graus équipés de portes, qui sont manœuvrées selon les saisons et la migration des poissons.

## Milieu naturel

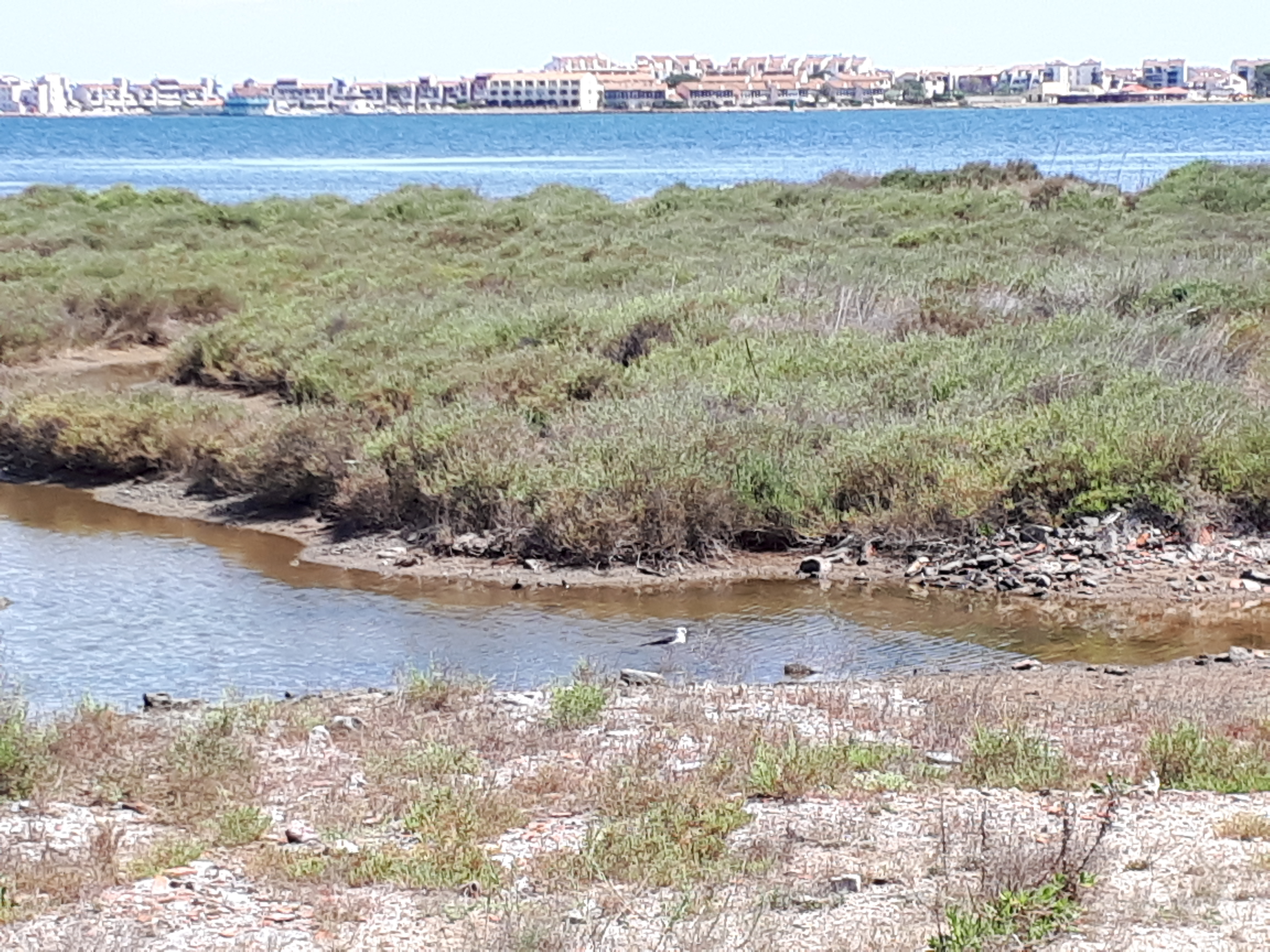
Petit échassier au bord de l'étang; Le Barcarès au loin.

### Protection environnementale
En 2004 le syndicat mixte RIVAGE est mis en place en tant qu’opérateur unique de trois programmes de valorisation, d’aménagement et de gestion couvrant neuf communes autour de l’étang de Salses-Leucate. Doté de missions variées, le syndicat est un bon exemple montrant que concertation rime souvent avec préservation. Ses missions sont les suivantes : mise en place du Schéma d’Aménagement et de Gestion des Eaux (SAGE), de la démarche Natura 2000, et une Stratégie de Gestion des Zones Humides (SGZH).

Vue de l'est
Vue de l'ouest

### Convention Ramsar
Le 30 juin 2017, l'étang de Leucate a été labellisé au titre de la Convention internationale Ramsar sur les zones humides,.

## Patrimoine archéologique aux abords
- Forteresse de Salses
- Voie Domitienne
- Château de Fitou

## Ressources économiques et infrastructures périphériques

### Ressources agro-alimentaires
- pêche artisanale
- conchyliculture
- aquaculture
- viniculture : Corbières (AOC), Fitou (AOC), Coteaux-du-littoral-audois et Muscat de Rivesaltes[6].

### Ressources touristiques et sportives
- stations balnéaires de Port-Leucate et Port-Barcarès

#### Activités sportives
- Sur l'étang : spot de planche à voile, kitesurf, navigation de plaisance, ski nautique, kayak, baignade, chasse sous-marine[7]...
- Au tour de l'étang : randonnée pédestre, randonnée équestre, cyclotourisme, pêche de loisir...

### Infrastructures aux abords
Outre la voie Domitienne, l'étroite bande littorale entre les Corbières maritimes-Corbières catalanes et l'étang est occupée par la R.N.-9, l'autoroute A-9 et la ligne de chemin de fer de Narbonne à Port-Bou.